# Ira Newborn
Pour les articles homonymes, voir Newborn.
Ira Newborn est un compositeur et acteur américain né le 26 décembre 1949 à New York.

## Filmographie

### Comme compositeur

#### Cinéma
- 1980 : Les Blues Brothers (The Blues Brothers) de John Landis (chef d'orchestre / superviseur musical)
- 1981 : La Vie en mauve (All Night Long) de Jean-Claude Tramont
- 1984 : Seize Bougies pour Sam (Sixteen Candles) de John Hughes
- 1985 : Série noire pour une nuit blanche (Into the Night) de John Landis
- 1985 : Une créature de rêve (Weird Science) de John Hughes
- 1986 : Mafia salad (Wise Guys) de Brian De Palma
- 1986 : La Folle Journée de Ferris Bueller (Ferris Bueller's Day Off) de John Hughes
- 1987 : Dragnet de Tom Mankiewicz
- 1987 : Cheeseburger film sandwich (Amazon Women on the Moon) de Joe Dante, Carl Gottlieb, Peter Horton, John Landis et Robert K. Weiss
- 1987 : Un ticket pour deux (Planes, Trains & Automobiles) de John Hughes
- 1988 : Le Golf en folie 2 (Caddyshack II) d'Allan Arkush
- 1988 : Y a-t-il un flic pour sauver la reine ? (The Naked Gun: From the Files of Police Squad!) de David Zucker
- 1989 : Collision Course (en) de Lewis Teague
- 1989 : L'Oncle Buck (Uncle Buck) de John Hughes
- 1990 : Short Time de Gregg Champion
- 1990 : Un pourri au paradis (My Blue Heaven) de Herbert Ross
- 1991 : Y a-t-il un flic pour sauver le président ? (The Naked Gun 2½: The Smell of Fear) de David Zucker
- 1992 : Brain Donors de Dennis Dugan
- 1992 : Innocent Blood de John Landis
- 1993 : The Opposite Sex and How to Live with Them de Matthew Meshekoff
- 1994 : Ace Ventura, détective chiens et chats (Ace Ventura: Pet Detective) de Tom Shadyac
- 1994 : Y a-t-il un flic pour sauver Hollywood ? (Naked Gun 33 1/3: The Final Insult) de Peter Segal
- 1995 : Jerky Boys, le film (The Jerky Boys: The Movie) de James Melkonian (en)
- 1995 : Les Glandeurs (Mallrats) de Kevin Smith
- 1996 : Prof et Rebelle (High School High) de Hart Bochner
- 1997 : Bad Manners de Jonathan Kaufer
- 1998 : BASEketball de David Zucker
- 1999 : Autopsy: Through the Eyes of Death's Detectives (documentaire vidéo)

#### Télévision

##### Séries télévisées
- 1981 : SCTV Network 90
- 1982 : Police Squad ("Police Squad!") (6 épisodes)
- 1985 : George Burns Comedy Week (épisode Disaster at Buzz Creek)
- 1992 : Les Contes de la crypte (Tales from the Crypt) (épisode This'll Kill Ya)

##### Téléfilms
- 1984 : Never Again de Hal Cooper
- 1987 : Coupable d'innocence (Guilty of Innocence: The Lenell Geter Story) de Richard T. Heffron
- 1989 : Cast the First Stone de John Korty
- 1996 : Changement de décors (The Late Shift) de Betty Thomas
- 2000 : L'Ange du stade (Angels in the Infield) de Robert King

### Acteur
- 1975 : Manhattan Transfer (série télévisée)
- 1980 : Xanadu : 40's Band Leader
- 1987 : Cheeseburger film sandwich (Amazon Women on the Moon) : Fred (sketch Silly Paté)
- 1994 : Deux cow-boys à New York (The Cowboy Way) de Gregg Champion : Taxi Driver
- 1994 : Junior : Lyndon Executive
- 2000 : Ivansxtc de Bernard Rose : Rabbi No. 2